# Arena Sofia
Die Arena Sofia (bulgarisch Арена София) ist eine Multifunktionshalle in der bulgarischen Hauptstadt Sofia. Sie wurde am 30. Juli 2011 mit einem Freundschaftsspiel zwischen der bulgarischen und serbischen Volleyballnationalmannschaft der Herren eröffnet. Als weitere Großveranstaltungen gab es u. a. Konzerte von Jean Michel Jarre, Julio Iglesias, Jennifer Lopez, die Red Hot Chili Peppers oder Lady Gaga. Das bulgarische Versicherungsunternehmen Armeec war zwischen 2011 und 2022 Namenssponsor.

## Lage
Die Arena Sofia befindet sich im Stadtbezirk Slatina von Sofia nahe dem Platz der Luftfahrt und dem Boulevard Zarigradsko im östlichen Teil der Stadt.

## Bau
Die Entscheidung zum Bau einer neuen Multifunktionshalle mit finanzieller Unterstützung seitens des bulgarischen Staates in der bulgarischen Hauptstadt wurde 2008 getroffen und eine Ausschreibung in die Wege geleitet. Anfang Juni 2009 gab die Staatsagentur für Jugend und Sport (bulgarisch Държавната Агенция за Младежта и Спорта) das von Glavbulgarstroy vorgestellte Projekt als Gewinner der Ausschreibung bekannt. Der Bau sollte zunächst 107 Mio. BGN kosten. Im Wahlkampf für die Parlamentswahlen 2009 erfolgte durch den damaligen bulgarischen Ministerpräsidenten Sergej Stanischew am 2. Juli 2009 der erste Spatenstich. Nach dem Regierungswechsel 2009 wurde von der neuen Regierung unter Bojko Borissow festgestellt, dass die Finanzierung des Projekts nicht gesichert war. Vor dem Hintergrund der weltweiten Wirtschaftskrise konnte die Regierung von Bojko Borissow die Baukosten neu verhandeln und sie auf 90 Mio. BGN reduzieren. Der tatsächliche Baubeginn erfolgte am 18. Januar 2010.

## Architektur und Eckdaten
Die Arena bietet 12.373 Sitzplätze, davon können 3500 bei Bedarf ausgebaut werden. Bei Konzerten stehen bis zu 6500 weitere Stehplätze zur Verfügung. Neben dem Hauptgebäude wurde eine Trainingshalle und ein Parkplatz für 1200 Autos errichtet. Die Arena Sofia verfügt über zwei Pressezentren, die unabhängig voneinander funktionieren und Platz für 120 Journalisten bieten.

## Veranstaltungen
In der Halle fanden die Volleyballqualifikationsspiele für die Olympischen Sommerspiele 2012 statt. Auch die Endrunde der Volleyball-Weltliga 2012 wurde in der Halle ausgetragen. In den Jahren 2012 bis 2014 fand das Frauen-Tennisturnier WTA Tournament of Champions in der Mehrzweckarena in Sofia statt, das zwischen 2009 und 2011 auf Bali, Indonesien stattfand.
Am 21. November 2015 wurde hier der 13. Junior Eurovision Song Contest ausgetragen. 2014 machten die Jugend-Weltmeisterschaften im Boxen Station in der Arena Sofia. Seit 2016 ist die Halle Austragungsort der Sofia Open, einem Männer-Tennisturnier der ATP Tour 250. Die Arena war 2018 Gastgeber der Eiskunstlauf-Juniorenweltmeisterschaften.